# モンテラード
モンテラード（イタリア語: Monterado）は、イタリア共和国マルケ州アンコーナ県トレカステッリ (it:Trecastelli) に属する分離集落（フラツィオーネ）。
かつては、周辺の集落を含む独立した自治体（コムーネ）であったが、2014年にカステル・コロンナ、リーペと合併し、新自治体の一部となった。

## 地理

アンコーナ県における旧コムーネの領域

### 位置・広がり
アンコーナ県の集落。アンコーナから西北西へ36kmの距離にある。
コムーネは10.31km2 の面積があり、 Ponterioなどの分離集落を含んでいた。最低地点は25m、最高地点は211mであった。2014年1月時点のコムーネ人口は2192人。

#### 隣接コムーネ
隣接していたコムーネは以下の通り。
| - カステル・コロンナ - コリナルド - モンドルフォ (PU) - モンテ・ポルツィオ (PU) - サン・コスタンツォ (PU) |